# The Afterparty
The Afterparty è il terzo album in studio del cantante eurodance tedesco Captain Hollywood Project, pubblicato nel 1996.

## Tracce
1. Intro – 1:32
2. Far Away – 4:59
3. Over And Over – 3:43
4. A Little Bit – 4:21
5. Waiting So Long – 4:13
6. Love and Pain – 4:19
7. All the Tears – 4:49
8. I Can't Stand It – 3:37
9. Up 'n' Down – 4:20
10. Afterparty – 3:38
11. Tell Me That I'm Dreaming – 3:52